# Брейди, Лиам
Ли́ам Бре́йди, Уильям Брэди (англ. Liam Brady); 13 февраля, 1956 года, Дублин) — ирландский футболист. Один из лучших полузащитников в истории лондонского «Арсенала» и сборной Ирландии. Выделялся точными пасами и ударами с левой ноги.

## Биография
Лиам Брейди родился в Дублине, с 15-летнего возрасте играл за юниорские команды «Арсенала» (Лондон). Контракт с клубом подписал в июне 1973 года. Старшие братья Уильяма так же как и он играли в футбол на профессиональном уровне: Пат выступал за «Миллоулл», Рэй за «Куинз Парк Рейнджерс». Первый матч за основную команду он провел 6 октября 1973 года против «Бирмингем Сити», выйдя на замену. Постоянное место в составе Лиам получил в сезоне 1974/75. В 1974 году он дебютировал за национальную сборную Ирландии в игре против сборной Советского Союза. Главными атрибутами его игры была классная игра левой ногой, устойчивость, скорость и умение вывести на ударную позицию партнеров.
В конце 70-х Брейди стал одним из лидеров «Арсенала». В те годы за «Арсенал» также играли ирландцы Дэвид О’Лири, Фрэнк Стэплтон и североирландских вратарь Пат Дженнингс. В финале Кубка Англии 1979 года против «Манчестер Юнайтед», закончившимся со счетом 3:2 Брейди принял участие в каждом из трех голов команды, впоследствии этот матч стали называть «финалом Брейди». Завоевание трофея позволило лондонцам сыграть в Кубке обладателей кубков следующего сезона. Сезон 1979/80 «канониры» завершили на 4-м месте в чемпионате, что было самым высоким местом команды с 1973 года. Также «Арсенал» стал финалистом Кубка Англии и вышел в финал Кубка обладателей кубков (победив в полуфинале «Ювентус»), однако уступил «Валенсии» в серии пенальти.
Игра ирландского плеймейкера понравилась владельцам «Ювентуса» и 24-летний футболист летом 1980 года переехал в Турин за сумму 514 тысяч фунтов. За два года он дважды стал чемпионом Италии, но после введения жёсткого лимита на иностранцев во внутреннем первенстве вынужден был покинуть «Ювентус», по причине приобретения на позицию плеймейкера француза Мишеля Платини.
После двух сезонов за «Сампдорию», двух за «Интернационале» и одного за «Асколи» он вернулся в Англию. «Вест Хэм Юнайтед» заплатил за Брейди 100 тысяч фунтов, однако он не смог помочь клубу избежать понижения в классе. Из-за травмы он не сыграл на Чемпионате Европы 1988 года, а в 1990 году сыграл прощальный матч в футболке сборной Ирландии.
После завершения карьеры, Брейди как тренер возглавлял «Селтик» и «Брайтон энд Хоув Альбион», а с 1996 года после приглашения Арсена Венгера уже долгое время работает в юношеской академии лондонского «Арсенала». В марте 2008 года Футбольной ассоциацией Ирландии был приглашен в качестве помощника тренера национальной сборной в штаб Джованни Трапоттони. При этом работу в «Арсенале» он не оставил.

## Достижения
Арсенал
- Обладатель Кубка Англии: 1979
- Финалист Кубка Англии: 1978, 1980
- Финалист Кубка обладателей кубков: 1980
- Лучший игрок года в Англии: 1979

 Ювентус
- Чемпион Италии: 1981, 1982